# جون ك. غراي
جون ك. غراي (بالإنجليزية: John C. Gray)‏ هو سياسي أمريكي، ولد في 1783 بمقاطعة ساوثهامبتون في الولايات المتحدة، وتوفي في 18 مايو 1823. انتخب عضو مجلس نواب الولايات المتحدة عن ولاية فرجينيا وانتخب عضو مجلس النواب الأمريكي.